# Quadra (Römisches Reich)
Quadra ist der mutmaßliche lateinische Name von quadratisch angelegten ländlichen Siedlungen im Römischen Reich oder kurz danach. Die Quadra setzte sich aus drei mal drei, also neun kleineren Quadraten zusammen.  Ähnlich den römischen Militärlagern gab es zwei Hauptstraßen, den Cardo und den Decumanus. Der Cardo verlief dabei im Unterschied zu den Militärlagern in Richtung Nord-Süd, der Decumanus in Richtung West-Ost.
Der Name Quadra kann etymologisch aus heutigen Ortsnamen erschlossen werden. Überliefert ist der Name „ager campanus“.
Die Quadrae hatten alle einheitliche Maße. Da es allerdings im römischen Reich verschiedene Maßsysteme gab, hatten die Quadrae zwischen den Gebieten ebenfalls leicht unterschiedliche Abmessungen.
Häufig wird in der Regionalforschung vermeintlich römische Feldvermessung mit dem karolingischen Limitationsverfahren verwechselt, das ähnliche Verfahren anwendete.